# Rye Harbour
Rye Harbour – wieś w Anglii, w hrabstwie East Sussex, w dystrykcie Rother. Leży nad rzeką Rother, 89 km na południowy wschód od Londynu.